# Pepsi Grand Slam 1977
Il Pepsi Grand Slam 1977 è stato un torneo di tennis giocato sulla terra verde. È stata la 2ª edizione del Pepsi Grand Slam, che fa parte del Colgate-Palmolive Grand Prix 1977. Il torneo si è giocato a Boca Raton negli Stati Uniti, dall'11 al 13 luglio 1977.

## Campioni

### Singolare maschile
Björn Borg ha battuto in finale  Jimmy Connors con il punteggio di 6–4, 5–7, 6–3